# Fünf auf der nach oben offenen Richterskala
Albums de Einstürzende Neubauten
Halber Mensch
(1985) Haus der Lüge
(1989)
Fünf auf der nach oben offenen Richterskala (« Cinq sur l'échelle ouverte de Richter » en allemand) est le cinquième album studio du groupe de musique industrielle Einstürzende Neubauten, sorti en 1987.
Le morceau Morning Dew est une reprise du titre éponyme de Bonnie Dobson, des Grateful Dead.

## Titres
1. Zerstörte Zelle - 8:02
2. Morning Dew - 4:56
3. Ich bin's - 3:24
4. MoDiMiDoFrSaSo - 4:51
5. 12 Städte - 8:38
6. Keine Schönheit (ohne Gefahr) - 5:10
7. Kein Bestandteil sein - 6:43
8. Adler kommt später - 5:42

## Musiciens
- Blixa Bargeld - Chant, guitare
- Mark Chung - Basse, chant
- Alexander Hacke - Guitare, chant
- N.U. Unruh - Percussion, chant
- F.M. Einheit - Percussion, chant